# Ceresium procerum
Ceresium procerum är en skalbaggsart som beskrevs av Arthur Sidney Olliff 1890. Ceresium procerum ingår i släktet Ceresium och familjen långhorningar. Inga underarter finns listade i Catalogue of Life.